# Кузьменок Ігор Андрійович
Ігор Андрійович Кузьменок (біл. Ігар Андрэевіч Кузьмянок, рос. Игорь Андреевич Кузьменок, нар. 6 липня 1990, Жлобин) — білоруський футболіст, захисник мінського «Динамо».

## Клубна кар'єра
У дорослому футболі дебютував 2008 року виступами за «Гомель», кольори якого захищав до кінця 2012 року. Разом з клубом виграв національний кубок та суперкубок.
28 січня 2013 року підписав трирічний контракт з столичним «Динамо».

## Виступи за збірні
Протягом 2010–2011 років залучався до складу молодіжної збірної Білорусі. На молодіжному рівні зіграв у 14 офіційних матчах, забив 1 гол.
2012 року захищав кольори олімпійської збірної Білорусі, за яку провів 6 матчів. У складі збірної — учасник футбольного турніру на Олімпійських іграх 2012 року у Лондоні.

## Досягнення
- Володар Кубка Білорусі з футболу (2):

Гомель: 2010-11, 2021-22
Шахтар: 2013-14
- Володар Суперкубка Білорусі з футболу (1):

Гомель: 2012